# イェルマーク

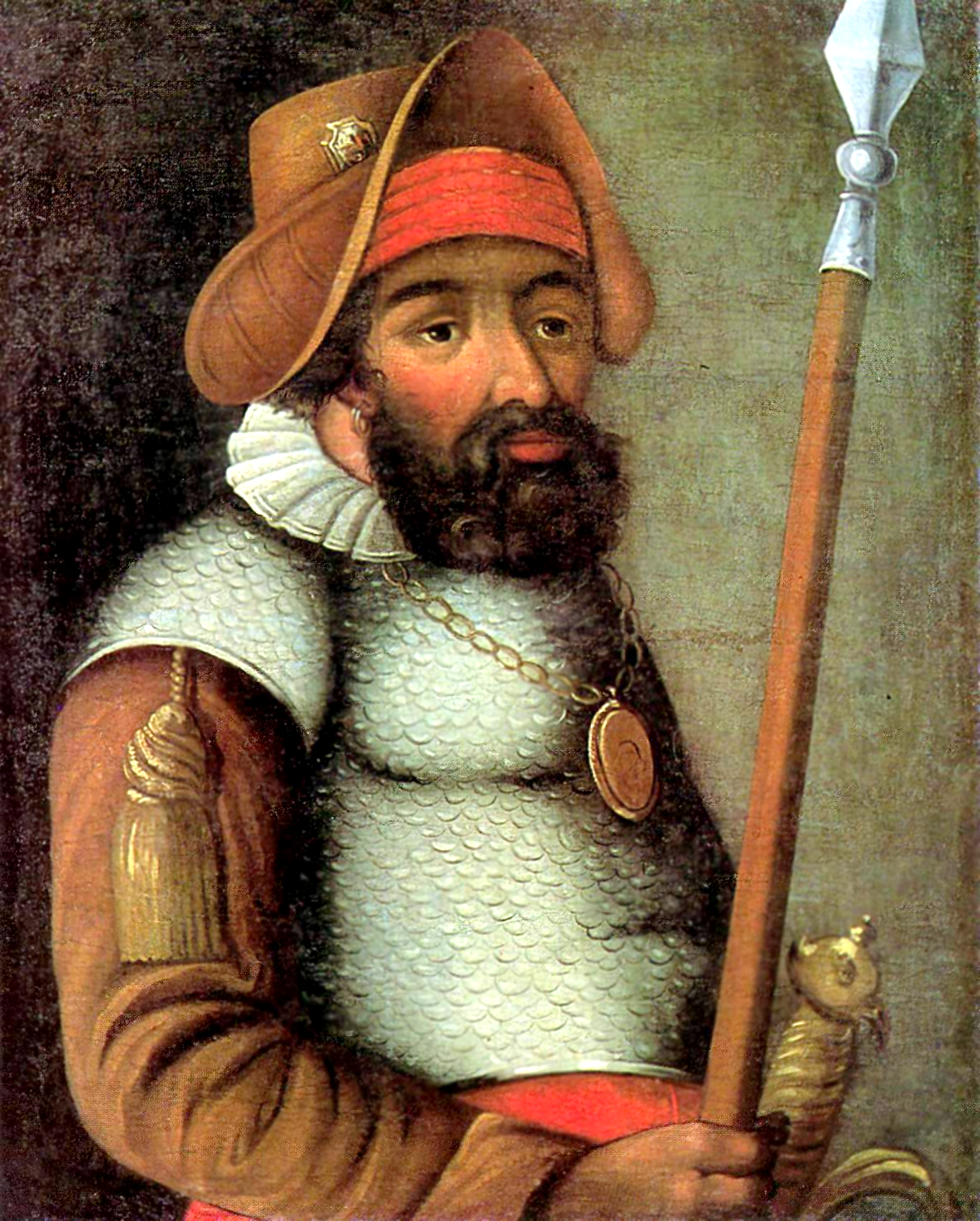
イェルマーク

イェルマーク・チモフェーイェヴィチ（ロシア語: Ерма́к Тимофе́евич, ラテン文字転写: Yermak Timofeyevich, ロシア語発音: [jɪrˈmak tʲɪmɐˈfʲejɪvʲɪt͡ɕ]; 1532年（1542年）‐1585年8月5日（6日））はコサックの頭領、シベリアの探検家である。彼のシベリア探検と、シビル・ハン国侵攻が、その後のロシアのシベリア征服の皮切りになった。また、彼の活躍はロシア民話の英雄として語り継がれた。イェルマーク、エルマークとも。

## 概要
イェルマークの本名は不明である。伝承による本名はヴァシーリーとなっているが、それを裏付ける史料がない。歴史学者の間では、「イェルマーク」はロシア語の「イエメーリャ」・「イエレメーイ」・「ヘールマン」の名前の愛称、あるいはタタール語の渾名であると考えられている。出身についても不明な点が多く、モスクワ大公国のカマ川流域農民出身説、ドン川のカチャリンサカヤ集落コサック出身説、白海南岸の農民出身説などの諸説はあるが、定説はない。
豊かな商人一族であるストロガノフ家は、イヴァン4世から「カマ川沿いの豊かな地域」を植民地化する許可を得ていた。1574年にはウラル山脈のカマ川水系とオビ川水系が入り組んだ低い部分を越えて、トゥラ川とトボル川の地域へ達した。
ストロガノフ家は領地や事業を守るために、ツァーリ政府に対し、砦を建設する許可を求め、許された。1581年には、新たに、コサックを雇い入れヴォグール人（マンシ人）の襲撃を防ぐ許可を得た。
そうした状況の中、モスクワ大公国と敵対するシビル・ハン国が攻撃してきた。ストロガノフ家は、イェルマークによるシビル・ハン国攻略の提案を受け入れた。

### シビル・ハン国攻略
ストロガノフ家は、イェルマークらに金銭や軍需品などを与えた。シベリア史家バフルーシンによると、イェルマークらの遠征隊は「本質において、ストロガノフ家がその私的利益のために組織した企業であった」
1579年または1581年9月に、イェルマークの軍勢540人は東進を開始した。チュソワヤ川から、ウラルを越えて、タギル川、トゥーラ川、トボル川、イルティシ川を経て、シビル・ハン国の首都カシリク（イスケルという説もある。）を攻撃した。当時のシビル・ハン国の支配者はクチュム・ハーンである。
カザク兵は敵の鹿柴（ろくさい）に向かってばく進し、八方から押し寄せてくるタタール兵と熾烈な戦闘を開始した。先頭にはエルマクとイワン・コリツォがカザクの将軍団を指揮して、しばらく剣と槍を縦横に振りかざして緊密な体制を保ちながら、さらに絶え間なく火打銃を発射し、吶喊（とっかん）の声をあげて進撃した。この白熱戦において敵将マフメット・クル（クチュム・ハーンの甥）は銃傷を受け、やむなく後方イルティシ河岸に運び去られたので、その後の統帥を失った敵兵は、まもなく算を乱して逃散してしまった。—サドコーニフ『シベリア征服史』
この、シビル・ハン国の首都カシリク近郊のイルティシ川のチュヴァシ岬で起きた戦い（チュヴァシ岬の戦い）で、イェルマークは勝利してカシリクを占領した。シビル・ハン国のクチュム・ハーンらは首都を放棄して草原へ逃げた。

### 最期
1585年8月5日または6日、イェルマークの部隊は、シビル・ハン国の残党から急襲を受け（Battle of Wagay River）、壊滅状態となった。イェルマーク自身も傷つき、戦死した。
その後もロシアのシビル・ハン国へ攻撃は続き、シビル・ハン国は1598年にオビ川（ウマル川）での戦い（Battle of Urmin）で滅亡する。

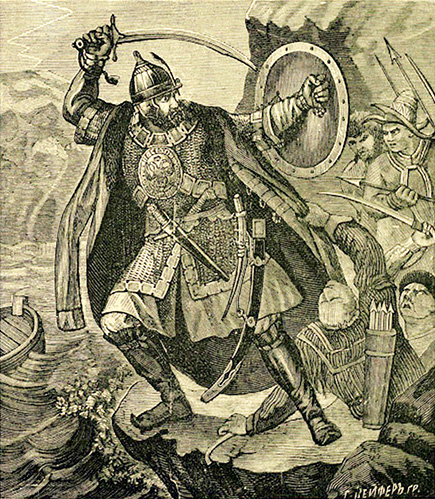
“イェルマークの死、1584年" 『ロシア歴史物語』 L. P. シェルグノヴァ著のカバーより。1901年

## ロシア民話の英雄として

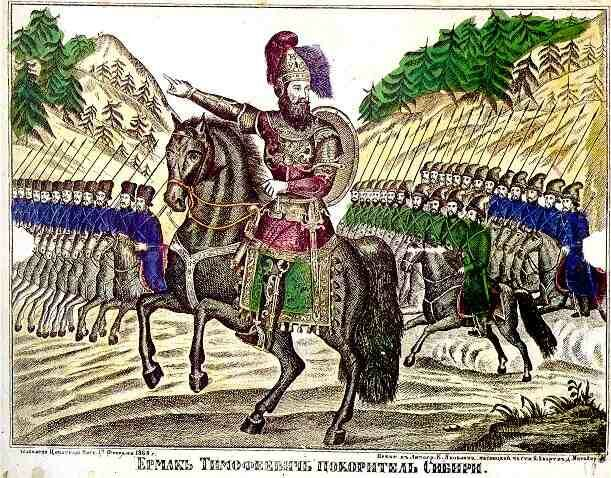
イェルマークを描いたルボーク（民衆版画）19世紀

イェルマークをめぐる伝説は数多く、シベリアの少数民族のあいだでも語られている。
教育社歴史新書『コサック』のなかで、著者の阿部重雄は、イェルマークやシビル・ハン国との戦いについて、当時の事実関係は完全には明らかになっておらず、イェルマークらを描いた各種の年代記は、それぞれ口承伝説を元にして作りあげられたのであろうと考えている。　阿部は、定説になった物語に準拠しつつ、以下のような『イェルマーク遠征物語』を示してみせた。
イェルマークの出自については、ドン・コサック出身、ウラル地方出身、イヴァン4世に仕えた貴族の子という説までさまざまである。容貌は、ある年代記には、美丈夫で頑強、弁舌に優れるとあるが、英雄を描くときにはよくある描写であり、信用できない。フィリップ・ロングウォースの著書『コサック』中では、物語によればという断りを入れつつ、
「平たい顔、濃い真っ黒な頭髪、黒い顎ひげ、丈が高く、肩幅の広い」がっしりした体格の持ち主
としている。
また、『シベリア年代記』（チシェグロフ原著）によると、イェルマークらがイスケルを占領した日はたまたま致命者（カトリックでいう殉教者）聖ドミトリー・ソロンスキーの記憶日で、神と生神女マリアに祈ってから入城したという。この年代記は、引用している阿部自身、かなり詳しく書かれているが、矛盾やできすぎた話があり完全には信用できないと語る。イェルマークら一行は、イスケルを占領すると、シビル・ハン国をツァーリ・イヴァン4世に献上した、とされている。年代記によると、イェルマークの部下の使者らは、ツァーリにシベリアから黒貂の毛皮2400枚、ビーバーの皮50枚、黒狐の毛皮20枚を献上し、シビル・ハン国の支配権をモスクワのツァーリに献上する旨が記された書状も差し上げた。イヴァン4世はたいそう喜び、使者をねぎらい、褒美を下賜した。。ツァーリの下賜品は、サドーフニコフ『シベリア征服史』では、
なかには皇帝自身その御肩から脱がれてエルマクに賜った毛皮の外套に、二重の鎧、銀鋳の蓋つきカップなどもあった
。
イェルマークの最期は、クチュム・ハーンの謀略におびき出されたことになっている。イェルマークは30人ほどの手勢を率いて出かけ、イルティシ川の川中の島にいるところをクチュム・ハーンの軍勢に襲撃された。激しい暴風雨の荒れ狂う闇夜のことであった。イェルマークは小舟で逃げようとしたが、ツァーリから下賜された甲冑の重みで溺れ死んだと伝えられている。
「イェルマーク遠征物語」は、16、7世紀のロシアの民衆の祈りと期待の物語である。まったくの架空のできごとではないが、イェルマークらの勇敢さや苦労ばかりが誇張されて伝わり、やがてイェルマーク信仰と呼べるものになった。イェルマークの遺体や着衣はさまざまな奇跡をもたらした。病人は治り、戦争も商売もうまくいったという。